# محمد جربوعة
محمد جربوعة التميمي صحفي شاعر أديب ومفكر سياسي ومدون جزائري من مواليد 20 أوت 1967. 

## حياته
وُلد محمد جربوعة عام 1967 في الجزائر، بقرية صغيرة تسمى الثنايا واقعة بين مدينتي صالح باي وعين آزال، الملحقتين بتابعية ولاية سطيف بالشرق الجزائري. عاش طفولته في مدينة عين أزال التي تلقى تعليمه في مدارسها، عمل مذيعًا في بعض الإذاعات العربية وأشرف على العديد من الصحف العربية.

## مواقفه السياسية
يعد محمد جربوعة من أشهر المفكرين الجزائرين المدافعين عن العروبة في الجزائر والعالم العربي وكرس قلمه ولسانه للذود عنها مما أدى إلى إقحامه في صراعات عديدة مثل منعه من أداء فريضة الحج بسبب قصيدة شعرية تهجوا ولي العهد السعودي محمد بن سلمان إضافة لمعارضته الشديدة للموالين للأنظمة السياسية لكل من تركيا والإمارات وقطر وإيران

## مؤلفاته

### أشعاره
- "قدر حبه"

### رواياته
- رواياته التي صدرت عن مكتبة العبيكان في السعودية:

1. غريب.[2]
2. خيول الشوق.[3]
3. المجنون.[4]

- أحدهم تسلل إلى ديمونة.[5]

### مؤلفاته السياسية
1. مهلاً هنتنغتون.. مهلا ً فوكوياما.
2. نقد التجربة الإعلامية الإسلامية.
3. محاكمة الجماعات الإسلامية على ضوء السيرة النبوية.
4. تبرئة هتلر من تهمة الهولوكوست.[6]
5. آفاق لجزائر عظمى في المشهد الإقليمي والعالمي.

### مؤلقاته التاريخية
1. قبائل عدنان وقحطان في الجزائر والمغرب العربي